# 王志民 (1957年)
王志民（1957年4月—），福建仙游人，中华人民共和国政治人物，中国共产党党员，中共第十九届中央委员会委员。郑州解放军测绘学院制图系毕业，福建师范大学经济法律学院在职研究生学历。1975年7月参加工作，現任民族委员会副主任委員。曾任中共中央党史和文献研究院副院长、香港中联办主任、澳门中联办主任和国务院港澳事务办公室副主任。王志民由于在福建任职时与习近平共事，被外界视为习近平派系成员之一。

## 生平
1975年，在福建省将乐县插队。1976年，任福州军区战士、文书。1978年，任郑州解放军测绘学院制图系学生。1982年，任福州军区教员、秘书。1985年，历任中共福建省委办公厅副主任科员、主任科员、副处长、处长。
1992年，任新华社香港分社（中联办前身）办公厅副处长、处长。1994年，任新华社香港分社妇女与青年工作部副部长。
1998年，任厦门市市长助理。1999年，任福建省出入境检验检疫局局长、党组书记（其间：2000年至2003年，在福建师范大学经济法律学院学习）
2006年，任中央政府驻港联络办副秘书长兼青年工作部部长。2008年，任中央政府驻港联络办副主任兼副秘书长、青年工作部部长。2009年，任中央政府驻港联络办副主任。2015年4月，任国务院港澳事务办公室副主任、党组副书记。2016年7月，任中央政府驻澳联络办主任。
2017年9月，接替调任国务院港澳事务办公室主任的张晓明，出任中央政府驻港联络办主任。王志民上任时强调要“贯彻習近平總書記視察香港重要讲话精神，坚决贯彻落实中央对港方针政策”。
反對逃犯條例修訂運動爆發後，2019年11月26日，据路透社報道，北京对香港中联办在反送中運動期间的表现不满，正在考虑撤换王志民中聯辦主任職務。路透社援引消息人士的話称，“中联办和香港富人以及内地在港精英阶层交往，但是却与普通民众相隔绝，这种情况今后需要改变。” 同日，外交部驻港公署发言人否認路透社报道。2020年1月4日傍晚，新華社報道國務院免去王志民的中央人民政府駐香港特別行政區聯絡辦公室主任職務，任命駱惠寧接任該職務。据香港01引述權威消息，此次调整是因應“近期香港情況的變化”，委任“更符合香港現實發展”的官員擔當中聯辦工作。 全國政協前委員劉夢熊表示，王志民2019年5月對全港政協、人代鞠躬要求通過修例，營造「硬任務氛圍」，令建制派站在錯誤一方，認為他對香港亂局有「不容推卸責任」。時事評論員劉銳紹觀察到，王志民未達65歲退休年齡，公布亦未見「留有後用」字眼，相信意味他因有問題而下台而非調職。 前《香港蘋果日報》總編輯鄭明仁在《明報》專欄撰文，表示不少建制派對王志民的免職決定表示歡迎。王志民回京后，出任中共中央党史和文献研究院副院长（正部长级）。2022年5月，已年满65岁的王志民不再担任中共中央党史和文献研究院副院长职务。
2022年6月24日，任第十三届全国人民代表大会民族委员会副主任委员。2023年，他继续当选为民族委员会副主任委員。

## 部分言論及觀點
2017年12月4日是國家憲法日，王志民以「母子關係」形容《中國憲法》與《香港基本法》的關係，指基本法的一切效力和權威均源於憲法，否定憲法就是否定《基本法》對特別行政區的效力。他亦認同香港需承認中共領導地位，儘管香港不適用社會主義制度，但須尊重和認同國家主體制度和人大等重大的國家制度體制。
2018年1月14日，在出席香港青少年軍總會活動致辭時說稱香港特區政府及中聯辦都是為香港和國家做事，「未來『中環』（指特區政府）和『西環』（指中聯辦）會有更多的合作，為青年朋友以後的發展做事」，並認同「中環西環行埋一齊」是為香港未來好，又稱「香港青年要把握歷史機遇，選擇正確道路報效國家」。行政長官林鄭月娥回應王志民「中環西環行埋一齊幾好」言論，指中聯辦作為中央駐港三個機構之一，由國務院賦予特定職能，包括促進香港與內地事務交流合作，而香港高度自治範圍事務由特區政府負責，中聯辦不會干預，她希望外界不要過份演繹該言論，上綱上線。楊岳橋則勸王應避免「講多錯多」。
同月15日，王發表題為《把握“一国两制”新的定位 正确处理六对重要关系》文章，其指出必须正确认识香港特区的法律地位和权力来源，不能借特区高度自治权来排斥或对抗中央全面管治权，更不能危害国家主权、安全和发展利益；他也指出中国中央政府与特区政府是中央与地方的关系，是领导与被领导的关系，但在“一国两制”之下中央对特区的领导方式有別于其它内地省市，特别是中央从不干预《基本法》规定的特区自治事务，不过“中央依法行使对特区的权力必须得到尊重和保障”，而一国是两制存在的根本前提，“没有一国就没有两制”；而内地同胞要尊重香港实行资本主义制度，香港同胞除尊重自身实行的资本主义制度外，也要尊重国家主体实行的社会主义制度。
2018年4月中，王志民出席全民國家安全教育日香港研討會，指香港在維護國家安全制度方面並不完善，甚至是世上唯一沒有國家安全立法的地方，並批評港獨份子進入校園毒害下一代。他又稱維護國家安全即是維護一國兩制，沒有共產黨就沒有一國兩制，大家應該好好珍惜。林鄭月娥認為港人對國家安全的定義模糊、觀念薄弱，是港府對國安宣傳和教育不足造成的歷史原因，以及人們將國安簡單看成是軍事、防衞的問題有關，但國安涵蓋面可以非常廣泛，包括非軍事層面等，她希望能藉研討會契機開展國安宣傳教育和樹立國家安全觀念。民建聯主席李慧琼認為王志民講話反映中央對香港遲遲未就基本法第23條立法感到憂慮。
同月23日，王志民出席香港立法會午宴，回應記者問提出「結束一黨專政」人士是否能夠參選時，指《中华人民共和国宪法》沒有一條提到一黨專政，所以它是偽命題，準確說法是「中国共产党领导的多党合作和政治协商制度」，很難用4個字概括它。而中國制度實行至今「非常的順」，內地人亦習慣它，反問為何要改變它，同時內地亦沒有要改變香港實行的資本主義制度，若有人拿偽命題改變這制度是很傷感情，從政者參選並要推翻這建制是不應有的政治倫理。
2019年12月3日，王志民出席北京人民大會堂舉行的澳門《基本法》實施20周年座談會，他在座談會上無發言，但接受《大公報》、《文匯報》訪問，稱「我本人和中聯辦的領導班子」，會繼續堅決貫徹中共中央總書記習近平早前於巴西發表的「三個堅定不移」、「三個堅定支持」精神，又表明「我和我中聯辦的班子、同事，一定繼續忠實地履行中央賦予我們在香港的職能，堅定支持特區政府依法施政，堅定支持香港警方嚴正執法」。
2020年5月25日，已经调任中央党史和文献研究院的王志民在十三届全国人大三次会议广东代表团小组会上，就全国人大涉港决定发言说：“当前形势下中央直接出手，从国家层面来解决这个问题。这是贯彻总书记总体国家安全观，和从当务之急与从长计议并重，来解决香港多年乱象的重大举措。也从根本上回应了国人，包括香港同胞的多年担忧和期盼。”